# Medetera athertonensis
Medetera athertonensis är en tvåvingeart som beskrevs av Daniel J. Bickel 1987. Medetera athertonensis ingår i släktet Medetera och familjen styltflugor. Inga underarter finns listade i Catalogue of Life.